# Zharchikhite
La zharchikhite è un minerale.